# Fractionnement (chimie)
Le fractionnement est un procédé de séparation d'un mélange en plusieurs fractions successives de propriétés différentes. 

## Propriétés induisant le fractionnement
Les techniques de fractionnement sont fondées sur les différences de propriété des espèces constitutives du mélange d'origine. Ces propriétés peuvent être :
- physiques :
  - la solubilité qui peut être modifiée en jouant sur la température et sur le type de solvant utilisé : cristallisation fractionnée et dissolution fractionnée ;
  - la température de changement de phase :
    - vaporisation - condensation liquide : distillation fractionnée ;
    - solidification : solidification fractionnée ;
    - sublimation - condensation solide : sublimation fractionnée ;

  - la dimension moléculaire : chromatographie d'exclusion stérique (SEC) ;
  - la différence de charge électrique : électrophorèse.
- chimiques :
  - liaison chimique ;
  - réactivité chimique...

## Espèces à fractionner
Les espèces à fractionner peuvent être :
- des isotopes : fractionnement isotopique ;
- des molécules : fractionnement des huiles pour produire des huiles de différentes viscosités qui peuvent alors être utilisées pour différentes applications ;
- des polymères : fractionnement des polymères :
  - purification des protéines ;
  - fractionnement des protéines plasmatiques (voir Edwin Cohn) ;
- des cellules.